# Condado de Liberty (Florida)
El condado de Liberty es un condado ubicado en el estado de Florida. Su sede está en Bristol (Florida). El Condado de Liberty tiene prohibida la entrada de dry county.6.

## Historia
El Condado de Liberty fue creado en 1855. Su nombre recuerda lo que frecuentemente se considera como el objetivo común de los estadounidesnses, la libertad.

## Demografía
Según el censo de 2000, el condado cuenta con 7021 habitantes, 2222 hogares y 1553 familias residentes. La densidad de población es de 3 hab/km² (8 hab/mi²). Hay 3156 unidades habitacionales con una densidad promedio de 1 u.a./km² (4 u.a./mi²). La composición racial de la población del condado es 76,41% Blanca, 18,43% Afroamericana o Negra, 1,81% Nativa americana, 0,14% Asiática, 0,00% de las islas del Pacífico, 2,08% de Otros orígenes y 1,13% de dos o más razas. El 4,50% de la población es de origen Hispano o Latino cualquiera sea su raza de origen.
De los 2222 hogares, en el 34,20% de ellos viven menores de edad, 51,80% están formados por parejas casadas que viven juntas, 13,20% son llevados por una mujer sin esposo presente y 30,10% no son familias. El 25,90% de todos los hogares están formados por una sola persona y 10,60% de ellos incluyen a una persona de más de 65 años. El promedio de habitantes por hogar es de 2,51 y el tamaño promedio de las familias es de 3,00 personas.
El 21,80% de la población del condado tiene menos de 18 años, el 9,40% tiene entre 18 y 24 años, el 37,70% tiene entre 25 y 44 años, el 21,00% tiene entre 45 y 64 años y el 10,20% tiene más de 65 años de edad. La edad media es de 35 años. Por cada 100 mujeres hay 144,90 hombres y por cada 100 mujeres de más de 18 años hay 159,50 hombres.
La renta media de un hogar del condado es de $28 840, y la renta media de una familia es de $34 244. Los hombres ganan en promedio $22 078 contra $22 661 para las mujeres. La renta per cápita en el condado es de $17 225. 19,90% de la población y 16,80% de las familias tienen entradas por debajo del nivel de pobreza. De la población total bajo el nivel de pobreza, el 24,30% son menores de 18 y el 24,30% son mayores de 65 años.

## Ciudades y pueblos
- Bristol

### Administración local
- Junta de comisionados del Condado de Liberty
- Supervisión de elecciones del Condado de Liberty
- Registro de propiedad del Condado de Liberty
- Oficina del alguacil del Condado de Liberty
- Oficina de impuestos del Condado de Liberty
- Condado de Liberty Emergency Management

### Turismo
- Cámara de comercio del Condado de Liberty

- Datos: Q255943
- Multimedia: Liberty County, Florida / Q255943